# Exmar
Exmar is een Belgische scheepvaartgroep, die transport en andere diensten verzorgt voor de olie- en gasindustrie. Exmar ontstond op 19 december 1980 als een afsplitsing van de Boelwerf in het Belgische Temse.
De hoofdzetel is gevestigd te Antwerpen. De CEO is Carl-Antoine Saverys. De aandelen van het bedrijf staan genoteerd op de aandelenbeurs van Euronext Brussels. Per 31 december 2024 was Saverex met 84,14% van de aandelen de grootse aandeelhouder.

## Activiteiten
Exmar heeft drie hoofdactiviteiten:
- Shipping: Exmar heeft diverse tankers in de vaart voor het transport van vloeibaar aardgas (lng), lpg, ammonia en petrochemische gassen. In 2020 bestond de vloot 34 gespecialiseerde schepen en drijvende offshore infrastructuur.
- Infrastructure: van recente datum zijn de activiteiten op het gebied van de Floating Liquefied Natural Gas (FLNG), schepen waar aardgas wordt omgezet in lng, en van Floating Storage Regasification Unit (FSRU) waar lng weer wordt omgezet in aardgas. In beide segmenten heeft Exmar een schip, de Tango FNLG en FSRU S188. Verder vallen in dit bedrijfssegment ook de twee accommodatieplatformen voor locaties op zee, Nunce en Wariboko.
- Diensten: diverse activiteiten op het gebied van scheepsbeheer, reizen en BEXCO, een fabrikant van synthetische meertouwen, sleeptouwen en hijstouwen voor offshore, maritieme en industriële toepassingen. Dit is veruit het kleinste onderdeel van de drie.

Veel van deze activiteiten worden gedaan in samenwerkingsverbanden. Van het totale resultaat wordt een belangrijk deel gerealiseerd via de belangen in geassocieerde ondernemingen en joint ventures.

## Vloot

### Lpg-schepen
De groep beschikt over een aantal eigen lpg-tankers, en een aantal onder tijdsbevrachting of in joint venture, voor het transport van lpg, ammoniak (NH3) en andere petrochemische gassen.
| Naam                                                                          | Type                   | Inhoud (m³)            | Inhoud (GT)            | Bouwjaar               | Klasse                 | Vlag                   |
| Middelgrote gastankers                                                        | Middelgrote gastankers | Middelgrote gastankers | Middelgrote gastankers | Middelgrote gastankers | Middelgrote gastankers | Middelgrote gastankers |
| ----------------------------------------------------------------------------- | ---------------------- | ---------------------- | ---------------------- | ---------------------- | ---------------------- | ---------------------- |
| Antwerpen                                                                     | fr                     | 35.223                 | 22.901                 | 2005                   | LR                     | Hongkong               |
| Bastogne                                                                      | fr                     | 35.229                 | 22.902                 | 2002                   | LR                     | België                 |
| Brugge Venture                                                                | fr                     | 35.418                 | 22.352                 | 1997                   | LR                     | Hongkong               |
| Brussels                                                                      | fr                     | 35.454                 | 22.323                 | 1997                   | LR                     | België                 |
| Courcheville                                                                  | fr                     | 28.006                 | 19.719                 | 1989                   | LR                     | België                 |
| Eupen                                                                         | fr                     | 38.961                 | 23.952                 | 1999                   | LR                     | België                 |
| Libramont                                                                     | fr                     | 38.455                 | 25.994                 | 2006                   | LR                     | België                 |
| Odin                                                                          | fr                     | 38.501                 | 25.994                 | 2005                   | DNV                    | Singapore              |
| Sombeke                                                                       | fr                     | 38.447                 | 25.994                 | 2006                   | DNV                    | België                 |
| Touraine                                                                      | fr                     | 39.270                 | 25.337                 | 1996                   | BV                     | Hongkong               |
| Waasmunster                                                                   | fr                     | 38.115                 | 28.518                 | 2014                   | LR                     | België                 |
| Waregem                                                                       | fr                     | 38.115                 | 28.518                 | 2014                   | LR                     | België                 |
| Warinsart                                                                     | fr                     | 38.115                 | 28.518                 | 2014                   | LR                     | België                 |
| Warisoulx                                                                     | fr                     | 38.115                 | 28.518                 | 2014                   | LR                     | België                 |
| Semi-pressurized gastanker, met het gas onder druk en op een lage temperatuur |                        |                        |                        |                        |                        |                        |
| Temse                                                                         | sr                     | 12.030                 | 10.018                 | 1995                   | LR                     | België                 |
| Fully-pressurized gastankers, met het gas onder druk                          |                        |                        |                        |                        |                        |                        |
| Angela                                                                        | fr                     | 3.540                  | 3.493                  | 2010                   | BV                     | Hongkong               |
| Anne                                                                          | fr                     | 3.541                  | 3.493                  | 2010                   | NK                     | Hongkong               |
| Debbie                                                                        | fr                     | 3.518                  | 3.419                  | 2009                   | NK                     | Hongkong               |
| Elisabeth                                                                     | fr                     | 3.542                  | 3.493                  | 2009                   | BV                     | Hongkong               |
| Fatime                                                                        | fr                     | 5.018                  | 4.484                  | 2010                   | NK                     | Hongkong               |
| Helane                                                                        | fr                     | 5.018                  | 4.484                  | 2009                   | NK                     | Hongkong               |
| Joan                                                                          | fr                     | 3.540                  | 3.493                  | 2009                   | BV                     | Hongkong               |
| Magdalena                                                                     | fr                     | 3.541                  | 3.493                  | 2008                   | BV                     | Hongkong               |
| Marianne                                                                      | fr                     | 3.539                  | 3.493                  | 2009                   | BV                     | Hongkong               |
| Sabrina                                                                       | fr                     | 5.019                  | 4.484                  | 2009                   | NK                     | Hongkong               |
| Zeer grote gastankers                                                         |                        |                        |                        |                        |                        |                        |
| Avance                                                                        | fr                     | 84.270                 | 46.393                 | 2014                   | LR                     | Marshalleilanden       |
| BW Tokyo                                                                      | fr                     | 83.300                 | 47.985                 | 2009                   | NK                     | Singapore              |

### Lng-schepen
Voor het transport van lng (liquid natural gas; vloeibaar aardgas) heeft de groep enkele grote lng-schepen in eigendom, joint venture of beheer, waarvan enkele in opbouw.
| Naam                                                                                       | Type                                                   | Inhoud (m³)                                            | Inhoud (GT)                                            | Bouwjaar                                               | Klasse                                                 | Vlag                                                   |
| Lng-tankers, die het aardgas vloeibaar laden en lossen                                     | Lng-tankers, die het aardgas vloeibaar laden en lossen | Lng-tankers, die het aardgas vloeibaar laden en lossen | Lng-tankers, die het aardgas vloeibaar laden en lossen | Lng-tankers, die het aardgas vloeibaar laden en lossen | Lng-tankers, die het aardgas vloeibaar laden en lossen | Lng-tankers, die het aardgas vloeibaar laden en lossen |
| ------------------------------------------------------------------------------------------ | ------------------------------------------------------ | ------------------------------------------------------ | ------------------------------------------------------ | ------------------------------------------------------ | ------------------------------------------------------ | ------------------------------------------------------ |
| Excalibur                                                                                  | lng                                                    | 138.034                                                | 93.786                                                 | 2002                                                   | BV                                                     | België                                                 |
| Excel                                                                                      | lng                                                    | 138.107                                                | 93.786                                                 | 2003                                                   | BV                                                     | België                                                 |
| LNG Lerici                                                                                 | lng                                                    | 65.000                                                 | 46.500                                                 | 1998                                                   | RINA                                                   | Italië                                                 |
| LNG Porto Venere                                                                           | lng                                                    | 65.000                                                 | 46.500                                                 | 1997                                                   | RINA                                                   | Italië                                                 |
| Methania                                                                                   | lng                                                    | 131.235                                                | 81.792                                                 | 1978                                                   | LR                                                     | België                                                 |
| Lngrv-tankers, die het aardgas vloeibaar laden en aan boord weer vergassen vóór het lossen |                                                        |                                                        |                                                        |                                                        |                                                        |                                                        |
| Excelerate                                                                                 | lngrv                                                  | 138.074                                                | 93.719                                                 | 2006                                                   | BV                                                     | België                                                 |
| Excellence                                                                                 | lngrv                                                  | 138.120                                                | 93.719                                                 | 2005                                                   | BV                                                     | België                                                 |
| Excelsior                                                                                  | lngrv                                                  | 138.060                                                | 93.719                                                 | 2005                                                   | BV                                                     | België                                                 |
| Exemplar                                                                                   | lngrv                                                  | 151.072                                                | 100.361                                                | 2010                                                   | BV                                                     | België                                                 |
| Expedient                                                                                  | lngrv                                                  | 151.015                                                | 100.361                                                | 2009                                                   | BV                                                     | België                                                 |
| Experience                                                                                 | lngrv                                                  | 174.400                                                | 116.486                                                | 2014                                                   | BV                                                     | Marshalleilanden                                       |
| Explorer                                                                                   | lngrv                                                  | 150.981                                                | 100.325                                                | 2008                                                   | BV                                                     | België                                                 |
| Express                                                                                    | lngrv                                                  | 151.116                                                | 100.325                                                | 2009                                                   | BV                                                     | België                                                 |
| Exquisite                                                                                  | lngrv                                                  | 151.017                                                | 100.361                                                | 2009                                                   | BV                                                     | België                                                 |

### Infrastructure
| Naam                                                                                   | Type                                                             | Inhoud (m³)                                                      | Inhoud (GT)                                                      | Bouwjaar                                                         | Klasse                                                           | Vlag                                                             | Status                                                           |
| Fsru-complexen, drijvende complexen voor opslag en hervergassing                       | Fsru-complexen, drijvende complexen voor opslag en hervergassing | Fsru-complexen, drijvende complexen voor opslag en hervergassing | Fsru-complexen, drijvende complexen voor opslag en hervergassing | Fsru-complexen, drijvende complexen voor opslag en hervergassing | Fsru-complexen, drijvende complexen voor opslag en hervergassing | Fsru-complexen, drijvende complexen voor opslag en hervergassing | Fsru-complexen, drijvende complexen voor opslag en hervergassing |
| -------------------------------------------------------------------------------------- | ---------------------------------------------------------------- | ---------------------------------------------------------------- | ---------------------------------------------------------------- | ---------------------------------------------------------------- | ---------------------------------------------------------------- | ---------------------------------------------------------------- | ---------------------------------------------------------------- |
| FSRU Toscana                                                                           | fsru                                                             | 138.000                                                          | 117.916                                                          | 2011                                                             | RINA                                                             | Italië                                                           | managed                                                          |
| FSRU S-188                                                                             | fsru                                                             | -                                                                | -                                                                | 2017                                                             | BV                                                               | Liberia                                                          | in eigendom                                                      |
| Flng-complexen, drijvende complexen die aardgas oppompen en ter plekke vloeibaar maken |                                                                  |                                                                  |                                                                  |                                                                  |                                                                  |                                                                  |                                                                  |
| Tango FLNG                                                                             | flng                                                             | 16.100                                                           | -                                                                | 2019                                                             | BV                                                               | Liberia                                                          | in eigendom                                                      |
| Fpso-complexen, drijvende complexen voor de productie en opslag van olie               |                                                                  |                                                                  |                                                                  |                                                                  |                                                                  |                                                                  |                                                                  |
| FPSO Nkossa II                                                                         | fpso                                                             | 138.000                                                          | 78.000                                                           | 1992                                                             | BV                                                               | Bahama's                                                         | managed                                                          |
| Accommodatie schepen                                                                   |                                                                  |                                                                  |                                                                  |                                                                  |                                                                  |                                                                  |                                                                  |
| Nunce                                                                                  | acc.                                                             | 350                                                              | 21.093                                                           | 2009                                                             | ABS                                                              | Liberia                                                          | joint venture                                                    |
| Wariboko                                                                               | acc.                                                             | 300                                                              | 10.436                                                           | 2010                                                             | ABS                                                              | Liberia                                                          | joint venture                                                    |